# Massimo Fagioli

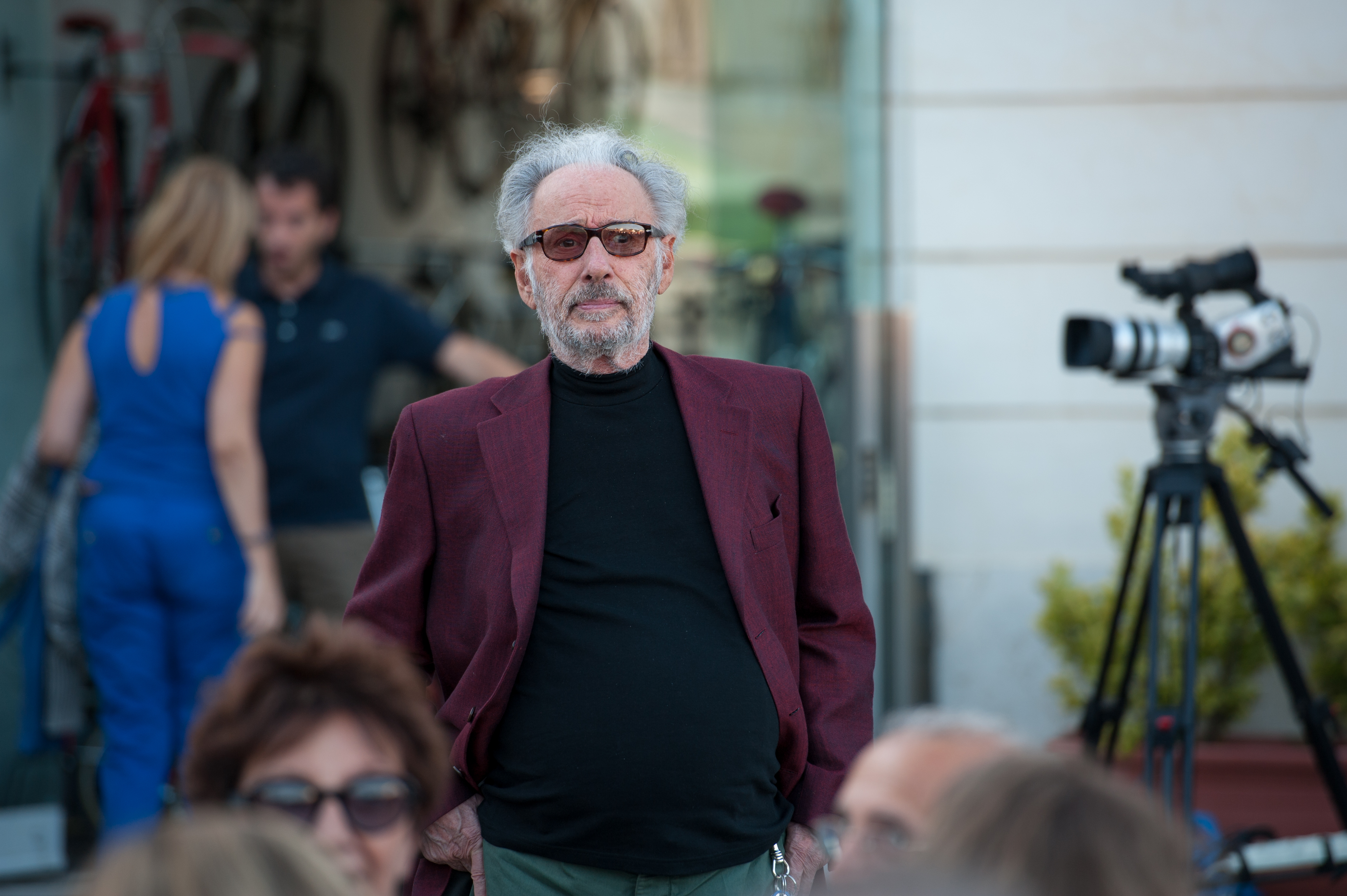
Massimo Fagioli, 2013

Massimo Fagioli (* 19. Mai 1931 in Monte Giberto, Marken; † 13. Februar 2017 in Rom) war ein italienischer Psychiater, Drehbuchautor und Filmregisseur. Er lebte zuletzt in Rom.

## Leben
Fagioli, der in den letzten Jahren seiner Kindheit als Kurier für italienische Partisanen wirkte, nahm nach Beendigung seiner Schulzeit ein Medizinstudium auf. Nach dem Studium in Pisa und Rom und der Facharzt-Ausbildung in Reggio nell’Emilia war Fagioli an den psychiatrischen Anstalten Venedig und Padua tätig, dann Leiter der italienischsprachigen therapeutischen Gemeinschaft an der von Ludwig Binswanger geleiteten Privatklinik Bellevue in Kreuzlingen, Schweiz. Nach der Rückkehr nach Rom 1964 absolvierte er eine Ausbildung zum Psychoanalytiker. Ab 2001 war Fagioli Dozent für klinische Psychologie an der Università Gabriele d’Annunzio. Ab 2006 zeichnete er die Rubrik Trasformazione in der Wochenzeitschrift Left.

## Leistungen
In seinem ersten Buch Istinto di morte e conoscenza (Todestrieb und Erkenntnis) entwarf Faglioli ein neuartiges Gesamtkonzept für die Behandlung psychischer Krankheiten, das in Italien heftig und kontrovers diskutiert wurde, auch im Zusammenhang mit der Psychiatriebewegung im Italien der 1970er Jahre. 1976 kam es wegen dieser Veröffentlichungen zum Ausschluss aus der italienischen psychoanalytischen Gesellschaft. Im Buch beschrieb er einen psychischen Verteidigungsmechanismus, den er Verschwindensphantasie nannte. Weiterhin wurde die Degenerierung dieser Triebreaktion zum pathogenen Annulliertrieb beschrieben und die „Teoria della nascita“ (Theorie der menschlichen Geburt) formuliert. In den beiden darauffolgenden Bänden entwickelte Fagioli seine Beobachtungen weiter und gelangte zu einer Auffassung der unbewussten Psyche und ihrer Entwicklungsstufen, die sich weitgehend von derjenigen der klassischen Psychoanalyse Sigmund Freuds unterscheidet. Der Band Bambino donna e trasformazione dell’uomo befasst sich in Interviewform sowohl mit psychodynamischen als auch mit philosophischen und politischen Fragen.
1976 entwickelten sich aus Supervisionskursen an der Universität La Sapienza die Seminare der sogenannten Analisi collettiva (Kollektivanalyse) – kostenlose therapeutische Großgruppen mit Teilnehmern, die zumeist aus der außerparlamentarischen Linken Italiens stammten. Seit 1980 finden diese Treffen im römischen Stadtteil Trastevere statt. Eine Gruppe an den sogenannten Seminari teilnehmender Psychiater und Psychologen gründete 1992 die Fachzeitschrift für Psychotherapie und Psychiatrie Il sogno della farfalla. 
Bei den Pressekommentaren ging es bis weit in die 1990er Jahre hinein vor allem um die Beziehung zwischen Fagioli und seinen Analysanden, beispielsweise 1986, als der Film Teufel im Leib des Regisseurs Marco Bellocchio, an dem Fagioli mitgearbeitet hatte, international Aufsehen erregte. Von Fagioli stammt das Drehbuch zu einem weiteren umstrittenen Film Bellocchios, Die Verurteilung, der 1991 den Silbernen Bären der Berlinale erhielt. Eigene Filme Fagiolis sind Il cielo della luna (1998) und La psichiatria, esiste? (2003).
In Zusammenarbeit mit jungen Architekten entwickelte Fagioli seit 1992 eine Reihe von architektonischen Projekten, die 1996–1998 in einer Wanderausstellung der italienischen Kulturinstitute international gezeigt wurden. Das von ihm konzipierte mehrstöckige Mietshaus Palazzetto bianco gehört zu den bekannten Beispielen zeitgenössischer Architektur in Rom.

## Filmografie (Auswahl)
- 1985: Teufel im Leib (Il diavolo in corpo) (Drehbuch)
- 1991: Die Verurteilung (La condanna) (Drehbuch)
- 1992: Il sogno delle farfalla (Drehbuch)
- 1998: Il cielo della luna (Regie, Drehbuch, Darsteller, Schnitt, Musik, Kamera)

## Schriften
- Istinto di morte e conoscenza. 13. Aufl. 2010. Deutsche Ausgabe: Todestrieb und Erkenntnis. Stroemfeld, Frankfurt 2011. ISBN 978-3-86600076-6.
- La marionetta e il burattino. 8. Aufl. 2008. ISBN 978-88-85890-82-4.
- Teoria della nascita e castrazione umana. 8. Aufl. 2008. ISBN 978-88-85990-99-9.
- Bambino donna e trasformazione dell’uomo. 7. Aufl.  2007. ISBN 978-88-85990-27-2.
- Storia di una ricerca Lezioni 2002. ISBN 978-88-7457-052-2.
- Una vita irrazionale Lezioni. 2006. ISBN 978-88-7457-042-3.
- Left 2007. 2010. ISBN 978-88-64430-26-3.
- Das Unbewusste. L’inconoscibile. Lezioni 2003. 2007. ISBN 978-88-7457-051-5.
- Lezioni 2004. ISBN 88-64430-09-1.
- Left 2006. 2009. ISBN 978-88-64430-25-6.